# Abdul Jabbar Aldahhak

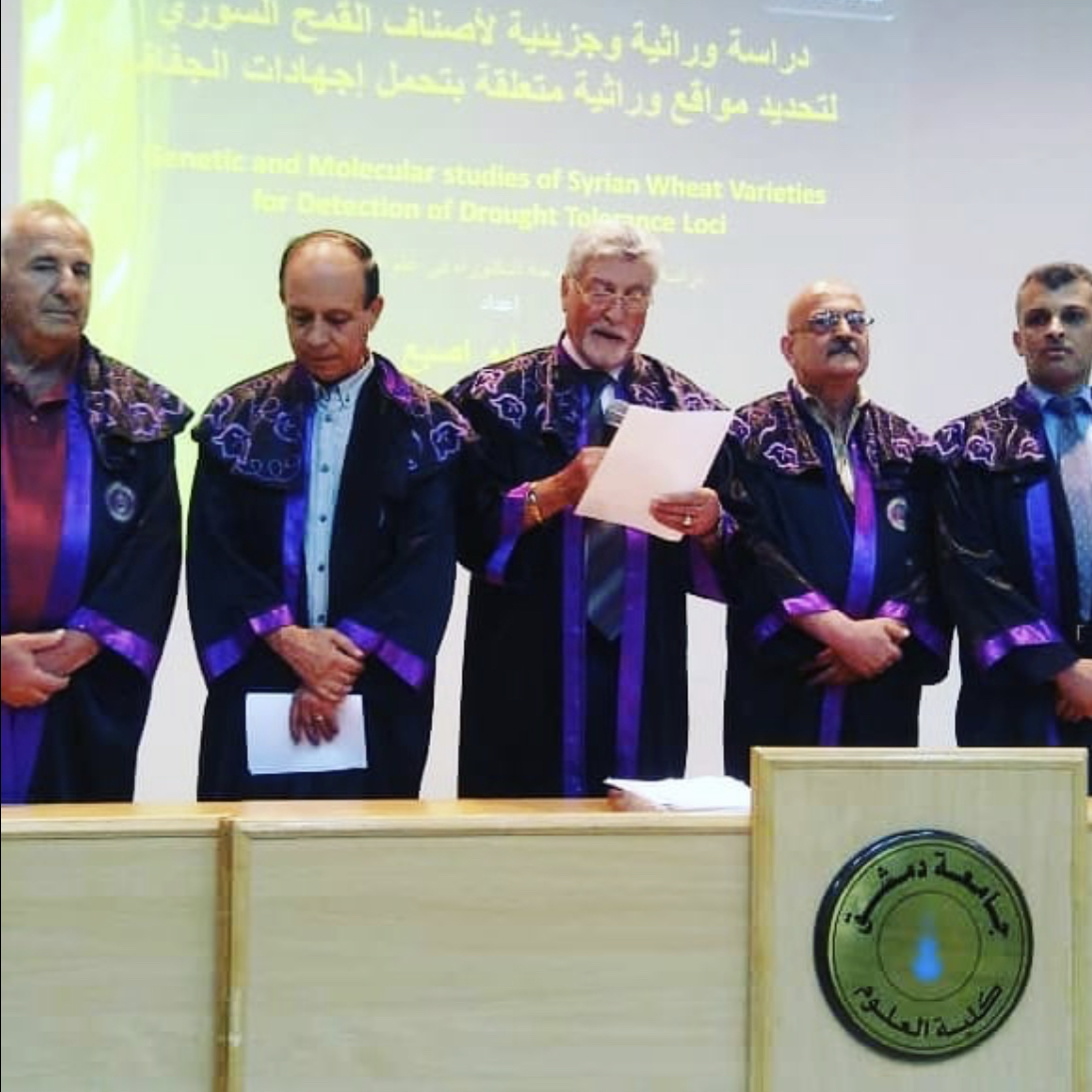
Aldahhak (Mitte) als Vorsitzender eines Gremiums bei einer Disputation in der Botanik (Damaskus, August 2019)

Abdul Jabbar Aldahhak (arabisch عبد الجبار الضحاك, DMG ʿAbd al-Ǧabbār aḍ-Ḍaḥḥāk; * 1. April 1940 in Salamiyya, Gouvernement Hama; † 7. Dezember 2020 in Damaskus) war ein syrischer Politiker und Diplomat. Er war Professor für Botanik an der Fakultät für Naturwissenschaften der Universität Damaskus.
Aldahhak absolvierte 1961 sein Studium der Biologie an der Universität Damaskus und verfolgte anschließend eine wissenschaftliche Karriere. Am 5. November 1967 sandte ihn die syrische Regierung mit einem Graduiertenstipendium nach Grenoble, Frankreich, wo er ein Promotionsstudium am Zentrum für Nuklearstudien der Universität Grenoble absolvierte. Nach seinem Forschungsaufenthalt kehrte er im August 1972 nach Syrien zurück und übernahm mehrere hohe staatliche Ämter. So war er Minister für Öl und Bodenschätze (1980–1984), Dekan der naturwissenschaftlichen Fakultät (1989–1990) und syrischer Botschafter in Algerien (1990–1999).
Zuletzt lehrte Aldahhak als Professor an der Universität Damaskus. 2016 wurde er als korrespondierendes Mitglied der Akademie für die arabische Sprache in Damaskus gewählt.